# James Keir

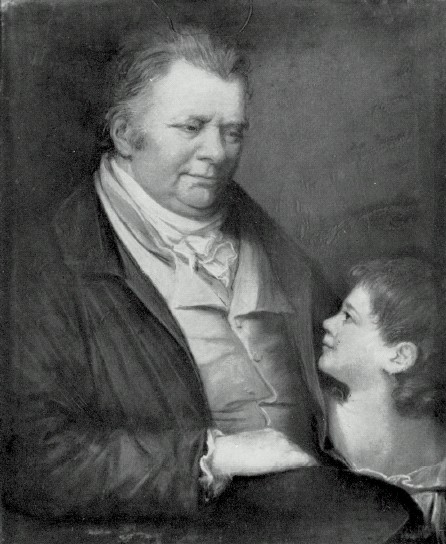
Porträt von Longastre, um 1820

James Keir (* 29. September 1735 in Edinburgh / Schottland; † 11. Oktober 1820 in West Bromwich) war ein Doktor der Medizin und Chemiker in der Frühphase der industriellen Revolution. Bekannt wurde er durch Untersuchungen zur chemischen Struktur von Glas, ein verbessertes Produktionsverfahren von Glas sowie als erster industrieller Seifenhersteller, dessen Produkte erschwinglich für jedermann waren. Dadurch hatte Keir großen Einfluss auf die Entwicklung der allgemeinen Hygiene in Großbritannien.

## Leben
Nach seinem Medizinstudium in Edinburgh, während dessen er mit seinem Kommilitonen Erasmus Darwin enge Freundschaft schloss, ging Keir 1757 zur Armee und wurde auf den Westindischen Inseln stationiert. 1768 quittierte er den Dienst im Rang eines Captains und siedelte in der Nähe Birminghams in der Nachbarschaft seines alten Freundes Darwin, der ihn in die wenige Jahre zuvor gegründete Lunar Society einführte, als eines deren wichtigsten Mitglieder Keir bald galt.
Keir gab seine medizinische Tätigkeit auf und arbeitete zusammen mit dem Chemiker Joseph Priestley an der Analyse verschiedener Stoffe. Um 1770 arbeitete er besonders an den glasverbessernden Eigenschaften von Alkalisalzen, pachtete (zusammen mit James Taylor und Samuel Skey) zwischen 1772 und 1778 eine Glasschmelze in Amblecoate und nahm danach eine führende Stelle in Matthew Boultons Fabrik Soho Manufactory ein. Die Erfahrungen, die er bei dieser Arbeit machte, waren für ihn sehr hilfreich, als er 1780 eine Fabrik in Tipton für die Produktion von Alkalisalzen gründete, die er später in eine Seifenfabrik umwandelte (die Alkalisalze waren ein wesentlicher Bestandteil der Seife).
Durch Keirs Verfahren war es möglich, Seife zu so günstigen Verkaufspreisen zu produzieren, dass erstmals eine flächendeckende Versorgung auch der armen Bevölkerung mit Seife möglich war. Dadurch war nicht nur der wirtschaftliche Erfolg der Firma sichergestellt, sondern Keir wurde auch zu einem Vorreiter der gerade aufkeimenden Hygienebewegung in England.
Als wissenschaftliches Hauptwerk Keirs gilt On the crystalization observed in glass, eine Arbeit zum Kristallisationsverhalten von Glas, die 1776 in den Philosophical Transactions erschienen war.
Keir wurde mit besonderer Erwähnung dieser Schrift am 8. Dezember 1785 zum Mitglied der Royal Society gewählt. Zu den unterzeichnenden Befürwortern seiner Aufnahme zählen Joseph Priestley, Josiah Wedgwood und John Whitehurst.
James Keir starb 1820 auf seinem Anwesen in West Bromwich. Sein Grab liegt in Charlesmont auf dem Friedhof der All Saints Church. In Birmingham erinnern „Mondsteine“ an ihn, wie an seine Kollegen der Lunar Society. Da seine Manuskripte 1845 bei einem Hausbrand vernichtet wurden, sind er und seine Arbeit fast nur noch durch das Zeugnis seiner Zeitgenossen überliefert. Seine Formel für Alkaliglas, dessen industrielle Herstellung ihn reich gemacht hatte, nahm er mit ins Grab.